# Deutsch-tongaische Beziehungen
Die deutsch-tongaischen Beziehungen wurden im Jahre 1876 durch den Freundschaftsvertrag zwischen dem Deutschen Reich und Tonga initiiert und besiegelt.

## Diplomatische Beziehungen vor Gründung der Bundesrepublik
Der politische Hintergrund des Freundschaftsvertrages von 1876 war die Hochphase des Imperialismus bzw. des Kolonialismus in der Pazifik-Region. Während dieser Phase stritten verschiedene Großmächte (darunter das Deutsche Reich) um die Aufteilung der Welt. Im Samoa-Vertrag von 1899 erkannte Deutschland die Tonga-Inseln als Bestandteil der britischen Interessensphäre an. Im Jahr 1900 wurde Tonga ein britisches Protektorat. Im Ersten Weltkrieg rekrutierte Neuseeland Tongaer für den Kampf gegen Deutschland in der New Zealand Expeditionary Force.

## Diplomatische Beziehungen zur Bundesrepublik Deutschland
Am 1. Mai 1976 wurden erneut diplomatische Beziehungen zum mittlerweile wieder unabhängigen Tonga aufgenommen. Am 1. Juni 1977 erfolgte die Erneuerung des Freundschaftsvertrags zwischen Deutschland und Tonga. Ein Besuch des tongaischen Außenministers fand im Juni 2006 in Berlin statt.
Die deutsche Botschaft in Wellington ist auch für Tonga zuständig. Ein deutscher Honorarkonsul ist in Nukuʻalofa tätig.
Tongas Botschaft in  Großbritannien ist auch für Deutschland zuständig. Honorarkonsuln gibt es in Düsseldorf und Hamburg.
Deutschland betreibt verschiedene Entwicklungsprogramme in Tonga, unter anderem in den Bereichen Bildung und Gesundheit.